# Loneliness Knows My Name
Loneliness Knows My Name é o primeiro álbum de estúdio do cantor e compositor americano Patrick Park lançado em 2003.

## Faixas
1. "Thunderbolt" – 2:56
2. "Honest Skrew" – 2:58
3. "Sons of Guns" – 3:47
4. "Nothing's Wrong" – 3:38
5. "Your Smile's a Drug" - 3:32
6. "Something Pretty" - 3:14
7. "Silver Girl" - 3:34
8. "Desperation Eyes" - 3:01
9. "Past Poisons" - 4:30
10. "Bullets by the Door" - 3:26
11. "Home for Now" - 2:42